# Olekszandr Juhimovics Szirota
Olekszandr Juhimovics Szirota (ukránul: Олександр Юхимович Сирота, oroszul: Александр Ефимович Сирота; Kiselivka, Herszon, Ukrajna 1976. június 7. –) ukrán újságíró, fotográfus. Ljubov Makarivna Szirota fia.
Szirota szemtanúja és áldozata volt az 1986-ban bekövetkezett csernobili katasztrófának, mivel 1983 óta az ukrán Pripjaty városában élt. Számos cikket, fotót és videót jelentetett meg, valamint a pripyat.com internetes projekt főszerkesztője, a Központi pripyat.com Nemzetközi Szervezet elnöke. 2008 májusában a védelmi jogokról és bűnüldözésről szóló filmjeivel megnyerte a The Big Tape of George díjat. Ez évtől tagja az Ukrán Újságíró Szövetségnek és a Nemzetközi Újságírók Szövetségének is.

## Élete
Szirota 1976. június 7-én született az ukrajnai Kiselivka településen. 1983-tól édesanyjával, Ljubov Szirotával Pripjaty városában éltek, csupán 1,5 km-re az atomerőműtől. Szirota az 1-es számú Általános Iskolában tanult az 1986. április 26-án bekövetkezett katasztrófáig.
Április 27-én a város minden lakóját a katasztrófa miatt evakuálták, így mindenki kénytelen volt elhagyni a várost azzal az ígérettel, hogy hamarosan visszatérhetnek, azonban ez máig nem történt meg.
Szirota és édesanyja 1987-től Kijevben élt, ahol 1994-ben befejezte gimnáziumi tanulmányait a 267-es számú gimnáziumban. 
Szirota első újságírói munkáját a csernobili tragédiáról közölte, Azt akarom, hogy emlékezzenek (angolul: "I Want Them to Remember") címmel, melyet angol nyelvre is lefordítottak, és megjelent az Egyesült Nemzetek Humanitárius Főosztályának magazinjában. Ezután részt vett a Greenpeace egyesült államokbeli, "Testimonies tours" nemzetközi akciójában, ahol Szirota (becenevén: Sasha) Ukrajnát képviselve részt vett a közönségtalálkozókon, a csernobili katasztrófa 10. évfordulója alkalmából.
Napjainkban Szirota cikkeit és fotóit több újság és televíziós társaság is felhasználja, többek között a Literary Ukraine, a PostChernobyl és a Your Health című lapok, illetve több ukrán és orosz televíziós csatorna is. 2006 decemberében az ukrán 5. csatorna sugárzott a Csernobilban és Pripjatyban zajló szörnyűségekről. Jelentéseinek eredményeképpen létrehoztak egy vizsgálati bizottságot a sugárzással szennyezett zónából származó, illegálisan, fosztogatók által eltulajdonított anyagok exportja miatt.
2005 januárjától márciusig Szirota a Pripyat.com irodalmi és művészeti részlegének vezetője, később pedig a projekt főszerkesztője. 2006-ban Szirotát választották a "Pripyat.com" Nemzetközi Központ alelnökévé, melynek elsődleges célja Pripjaty városáról, valamint a csernobili katasztrófáról szóló valós információk terjesztése, és a következmények ismertetése. A csernobili katasztrófa helyszínére tényfeltáró kirándulásokat szerveznek, a résztvevők ellátogathatnak Pripjaty városába is.
Ahogy Alexander egy interjúban elmondta Ivan Szeglov tudósítónak:
„Hiszem, hogy azok, akik Pripjatyba látogattak, nem tudnának úgy élni, hogy halott városokat hagyjanak maguk után."
Amikor Szirota a Pripyat.com főszerkesztője volt, a "Literary Ukraine"-nal együtt írt egy petíciót a világ országai, az Európa Tanács, az UNESCO, az Egyesült Nemzetek Szervezete szervezetekhez, hogy Pripjaty városi műemlékké váljon, és a városmúzeum nemzetközi státuszt kapjon. Továbbá kérték, hogy védelem alá vonják Pripjaty és Csernobil város 15 km-es övezetét. Fellebbezésként azt kérték, hogy a védelmi zóna egy történelmi ökológiai fenntartás állapotát adja, és emlékműve a bolygón a legnagyobb technológiai baleset helyévé tegye.
Emellett a Pripyat.com számos projektje között szerepel egy különleges projekt Az otthon fotója címmel, mely az egykori város lakóinak készült.

## Cikkek, interjúk, fotók és videók
- Pripyat 2006 tél[9][10]
- Pripyat 2006 – A zóna – videó[11]
- Interjú Rollan Sergienkoval a Csernobil film kapcsán[12]
- Tavaszi séta Pripyatban 2006 – videó[13]
- Video riport a csernobili zóna látogatásáról[14]
- 2006. november 30. – látogatás a csernobili atomerőműnél (fotó és videó)[15]
- Csernobil magasból 2007-ben – videó[16]
- Pripyat egy "madár szemével" 2007-ben[17]
- A Pripyat Városi Végrehajtó Bizottság korábbi elnökhelyettese, Alexander Esaulov videóinterjúja[18]
- Fotójelentés 2007-ből[19]
- Pripyat 2007. május 9. fotósorozat[20]
- Prezentáció 2007[21]
- "Később fogjuk megérteni" – film a még mindig "élő" Pripyatról[22]
- Pripyat a városi múzeum[7]
- "Régi" – "Új" Pripyat – fotósorozat[23]